# Юсковяк, Анджей
А́нджей Мечи́слав Юско́вяк (пол. Andrzej Mieczysław Juskowiak; 3 ноября 1970, Гостынь, Польша) — польский футболист, нападающий, в 1992—2001 годах игравший за сборную Польши.

## Карьера
В 1987 году Анджей покинул родной клуб «Каня» и перешёл в «Лех», где играл до 1992 года. Став лучшим бомбардиром на Олимпийских играх 1992, привлёк к себе внимание и был куплен «Спортингом» из Лиссабона. С 1996 года Анджей играл в Германии, отличаясь бомбардирскими способностями. В 2007 году, в возрасте 36 лет, Юсковяк завершил профессиональную карьеру.
За сборную Польши Анджей сыграл 39 игр и забил 13 голов. На Олимпийских играх в Барселоне, где поляки завоевали серебро, 21-летний Юсковяк стал лучшим бомбардиром с 7 голами. В полуфинале против Австралии (6:1) отметился хет-триком.

### Голы за сборную
| Матч | Дата            | Соперник    | Результат | Турнир                                 | Голы            |
| ---- | --------------- | ----------- | --------- | -------------------------------------- | --------------- |
| 7    | 17 мая 1994     | Австрия     | 3:4       | Товарищеский матч                      | Гол             |
| 8    | 12 октября 1994 | Азербайджан | 1:0       | Чемпионат Европы 1996 (отборочный тур) | Гол             |
| 11   | 29 марта 1995   | Румыния     | 1:2       | Чемпионат Европы 1996 (отборочный тур) | Гол             |
| 12   | 25 апреля 1995  | Израиль     | 4:3       | Чемпионат Европы 1996 (отборочный тур) | Гол             |
| 13   | 7 июня 1995     | Словакия    | 5:0       | Чемпионат Европы 1996 (отборочный тур) | Гол · Гол       |
| 14   | 29 июня 1994    | Бразилия    | 1:2       | Товарищеский матч                      | Гол             |
| 15   | 16 августа 1995 | Франция     | 1:1       | Чемпионат Европы 1996 (отборочный тур) | Гол             |
| 17   | 11 октября 1995 | Словакия    | 1:4       | Чемпионат Европы 1996 (отборочный тур) | Гол             |
| 24   | 7 октября 1997  | Молдавия    | 3:0       | Чемпионат мира 1998 (отборочный тур)   | Гол · Гол · Гол |
| 29   | 10 октября 1998 | Люксембург  | 3:0       | Чемпионат Европы 2000 (отборочный тур) | Гол             |

## Достижения

### Командные
- Серебряный призёр Олимпийских игр : 1992
- Чемпион Польши (2): 1990, 1992
- Обладатель Кубка Польши: 1988
- Обладатель Кубка Португалии: 1995
- Серебряный призёр чемпионата Португалии: 1995

### Личные
- Футболист года в Польше (3): 1991, 1992, 1995
- Лучший бомбардир сезона в Польше: 1990
- Лучший бомбардир турнира Олимпийских игр по футболу: 1992